# パラ卓球

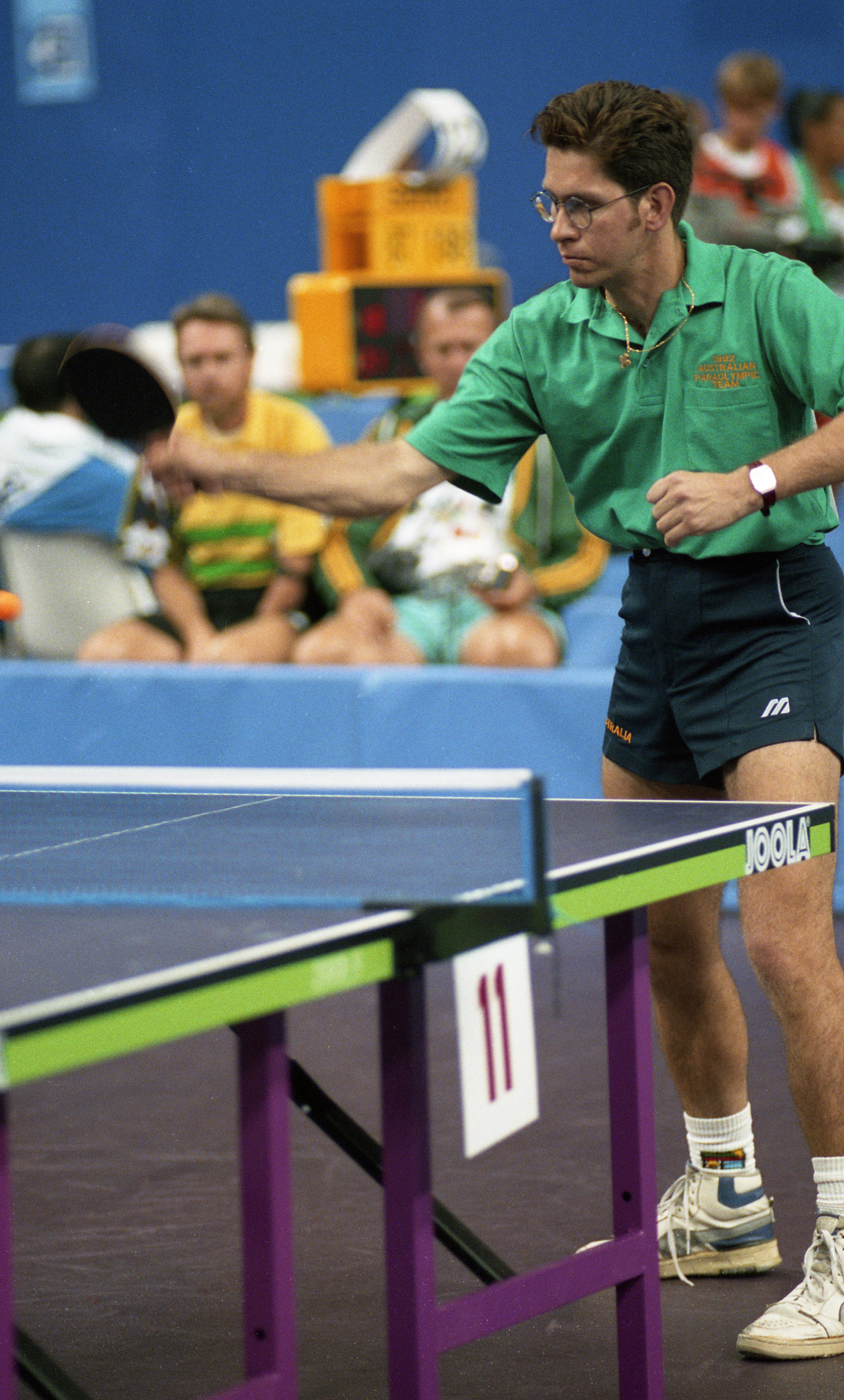
1992年バルセロナパラリンピックの卓球

パラ卓球（パラたっきゅう、英: para table tennis）は、卓球の障害者スポーツ向けの競技。パラ卓球は身体・視覚・知的障害者の11クラスに分かれている。

## 区分

### 座位
クラス1は最も重い障害を持つクラスでクラス5が最も軽いクラス。主に身体障害者の選手が参加するクラス。

### 立位
クラス6は最も重い障害を持つクラスでクラス10が最も軽いクラス。クラス11は知的障害者の選手が参加するクラス。

## ルール
パラ卓球は国際卓球連盟（ITTF）の卓球規則と同じルールで行われるが、座位ではサービスがサイドラインを切った場合はレットなどといった特別ルールがある。

## 著名な選手
- イブラヒム・ハマト - クラス6。エジプト代表。ラケットを口にくわえるスタイルが特徴。
- ナタリア・パルティカ - クラス10。ポーランド代表でオリンピックとパラリンピック双方の出場経験がある（卓球選手では初）。
- メリッサ・タッパー（英語版） - クラス10。オーストラリア代表でオリンピックとパラリンピック双方の出場経験がある。
- 別所キミヱ - クラス5。2016年に日本代表でパラリンピックに出場。当時の年齢は68歳で、これは日本選手の最高齢記録である。